# Gabriele Crisanti
Gabriele Crisanti (Roma, 1º dicembre 1935 – Roma, 12 giugno 2010) è stato un produttore cinematografico, regista, sceneggiatore, professore di disegno architettonico e storia dell'arte e architetto scenografo italiano.

## Biografia
È stato socio fondatore, con Orson Welles, dell'ATA, la prima cooperativa cinematografica internazionale. Ha lavorato come scenografo e collaboratore alla scenografia in film come Il corsaro dell'isola verde e Cleopatra. Il film d'animazione Viva d'Artagnan, da lui diretto assieme a John Halas, ha ottenuto il premio speciale al Giffoni Film Festival del 1978. Ha prodotto, principalmente negli anni ottanta, film horror tra cui Malabimba, Patrick vive ancora, e La bimba di Satana di cui è anche sceneggiatore. Nel medesimo decennio si è dedicato alla regia di pellicole afferenti al genere mondo movie.
Ha collaborato con i quotidiani L'Umanità, Rinascita e Roma ed è stato editore di Crimen, periodico di scienza e cronaca del delitto.
Per diversi anni è stato il compagno dell'attrice Mariangela Giordano.

## Filmografia

### Produttore
- Devilman Story, regia di Paolo Bianchini (1967)
- Una lunga fila di croci, regia di Sergio Garrone (1969)
- I racconti di Canterbury N. 2, regia di Lucio Giachin (1972)
- Decameron nº 2 - Le altre novelle del Boccaccio, regia di Mino Guerrini (1972)
- Decameron nº 4 - Le belle novelle del Boccaccio, regia di Paolo Bianchini (1972)
- I tre moschettieri, regia di John Halas e Franco Cristofani (1974)
- Lo sgarbo, regia di Marino Girolami (1975)
- Le impiegate stradali (Batton Story), regia di Mario Landi (1976)
- Che dottoressa ragazzi!, regia di Gianfranco Baldanello (1976)
- Cara dolce nipote, regia di Andrea Bianchi (1977)
- Viva D'Artagnan, regia di Gabriele Crisanti e John Halas (1977)
- Moglie nuda e siciliana, regia di Andrea Bianchi (1978)
- Malabimba, regia di Andrea Bianchi (1979)
- Giallo a Venezia, regia di Mario Landi (1979)
- Patrick vive ancora, regia di Mario Landi (1980)
- Le notti del terrore, regia di Andrea Bianchi (1981)
- La bimba di Satana, regia di Mario Bianchi (1982)
- Mondo cane oggi - L'orrore continua, regia di Stelvio Massi (1986)
- Mondo cane 2000 - L'incredibile, regia di Gabriele Crisanti e Stelvio Massi (1988)
- Droga sterco di Dio, regia di Stelvio Massi (1989)

### Regista
- Viva D'Artagnan - co-regia con John Halas (1977)
- Mondo cane 2000 - L'incredibile - co-regia con Stelvio Massi (1988)
- Mondo ossesso (1988)

### Sceneggiatore
- La bimba di Satana, regia di Mario Bianchi (1982)

### Scenografo
- FBI chiama Istanbul, regia di Emimmo Salvi (1964)

### Autore televisivo
- Crimen - serie documentaristica di 10 episodi
- I grandi papi - documentario storico
- Le aquile d'oro - serie sulla storia dell'aeronautica in 3 episodi
- Prodigiosa astronautica - serie di 3 episodi
- Il cavallo di fuoco - serie sulla storia dell'automobile in 3 episodi
- Mafia - serie di 10 episodi
- Gold bless Amerika - documentario
- L'altro '68 - Ci chiamavano nazi-Mao - documentario
- Iubilaeus - Storia degli anni santi - documentario storico
- Taccuino di viaggio - serie di documentari naturalistici in 15 episodi
- Lanterna magica - serie di documentari naturalistici in 10 episodi
- Caleidoscopio - serie di documentari etnico-naturalistici in 10 episodi
- Piccoli mondi - serie di documentari zoologici in 5 episodi